# Satellite Award/Film/Beste Hauptdarstellerin
Mit dem Satellite Award Beste Hauptdarstellerin werden die Schauspielerinnen geehrt, die als Hauptfiguren herausragende Leistungen in einem Film gezeigt haben. Vor 2011 gab es diese Auszeichnung für eine Hauptdarstellerin in einem Drama und eine weitere für eine Hauptdarstellerin in einem Film der Kategorie Komödie/Musical. 2016 und 2017 wurden zwei Siegerinnen geehrt: die beste Hauptdarstellerin eines Independent-Films sowie die einer Veröffentlichung eines großen Filmstudios („Major“). Ab 2018 kehrte man zu der ursprünglichen Aufteilung nach Drama und Komödie/Musical zurück.
| Statistik (bis einschließlich Satellite Awards 2022) | |
| Am häufigsten honorierte Hauptdarstellerin           | Sally Hawkins, Frances McDormand, Meryl Streep und Hilary Swank (zwei Siege, gleiche Kategorie) Cate Blanchett (zwei Siege, verschiedene Kategorien) |
| Am häufigsten nominierte Hauptdarstellerin           | Meryl Streep (zehn Nominierungen, davon zwei Siege)                                                                                                  |
| Am häufigsten nominierte Hauptdarstellerin ohne Sieg | Kate Winslet (fünf Nominierungen) |

Es werden immer jeweils die Hauptdarstellerinnen des Vorjahres ausgezeichnet.

## Nominierungen und Gewinnerinnen

### Beste Hauptdarstellerin – Drama (1996–2010)
| Jahr | Preisträger        | für den Film             | Nominierungen |
| 1996 | Frances McDormand  | Fargo                    | Brenda Blethyn für Lügen und Geheimnisse Kristin Scott Thomas für Der englische Patient Emily Watson für Breaking the Waves Robin Wright Penn für Moll Flanders |
| 1997 | Judi Dench         | Ihre Majestät Mrs. Brown | Joan Allen für Der Eissturm Helena Bonham Carter für Wings of the Dove – Die Flügel der Taube Julie Christie für Liebesflüstern Kate Winslet für Titanic |
| 1998 | Cate Blanchett     | Elizabeth                | Helena Bonham Carter für Vom Fliegen und anderen Träumen Fernanda Montenegro für Central Station Susan Sarandon für Seite an Seite Meryl Streep für Familiensache Emily Watson für Hilary & Jackie                                                                              |
| 1999 | Hilary Swank       | Boys Don’t Cry           | Annette Bening für American Beauty Elaine Cassidy für Felicia, mein Engel Nicole Kidman für Eyes Wide Shut Youki Kudoh für Schnee, der auf Zedern fällt Sigourney Weaver für Unschuldig verfolgt                                                                                |
| 2000 | Ellen Burstyn      | Requiem for a Dream      | Björk für Dancer in the Dark Joan Allen für Rufmord – Jenseits der Moral Gillian Anderson für Haus Bellomont Julia Roberts für Erin Brockovich Laura Linney für You Can Count on Me                                                                                             |
| 2001 | Sissy Spacek       | In the Bedroom           | Halle Berry für Monster’s Ball Cate Blanchett für Die Liebe der Charlotte Gray Judi Dench für Iris Nicole Kidman für The Others Tilda Swinton für The Deep End – Trügerische Stille                                                                                             |
| 2002 | Diane Lane         | Untreu                   | Salma Hayek für Frida Nicole Kidman für The Hours – Von Ewigkeit zu Ewigkeit Julianne Moore für Dem Himmel so fern Meryl Streep für The Hours – Von Ewigkeit zu Ewigkeit Sigourney Weaver für The Guys                                                                          |
| 2003 | Charlize Theron    | Monster                  | Jennifer Connelly für Haus aus Sand und Nebel Toni Collette für Japanese Story Samantha Morton für In America Nikki Reed für Dreizehn Naomi Watts für 21 Gramm Evan Rachel Wood für Dreizehn                                                                                    |
| 2004 | Hilary Swank       | Million Dollar Baby      | Laura Linney für P.S. – Liebe auf Anfang Catalina Sandino Moreno für Maria voll der Gnade Imelda Staunton für Vera Drake Uma Thurman für Kill Bill – Volume 2 Sigourney Weaver für Imaginary Heroes                                                                             |
| 2005 | Felicity Huffman   | Transamerica             | Charlize Theron für Kaltes Land Julianne Moore für The Prize Winner Of Defiance, Ohio Robin Wright Penn für Nine Lives Zhang Ziyi für Die Geisha Toni Collette für In den Schuhen meiner Schwester                                                                              |
| 2006 | Helen Mirren       | Die Queen                | Penélope Cruz für Volver – Zurückkehren Judi Dench für Tagebuch eines Skandals Maggie Gyllenhaal für SherryBaby Gretchen Mol für The Notorious Bettie Page Kate Winslet für Little Children                                                                                     |
| 2007 | Marion Cotillard   | La vie en rose           | Julie Christie für An ihrer Seite Angelina Jolie für Ein mutiger Weg Tilda Swinton für Stephanie Daley Keira Knightley für Abbitte Laura Linney für Die Geschwister Savage |
| 2008 | Angelina Jolie     | Der fremde Sohn          | Anne Hathaway für Rachels Hochzeit Melissa Leo für Frozen River Meryl Streep für Glaubensfrage Kristin Scott Thomas für So viele Jahre liebe ich dich Kate Winslet für Der Vorleser                                                                                             |
| 2009 | Shohreh Aghdashloo | The Stoning of Soraya M. | Carey Mulligan für An Education Abbie Cornish für Bright Star Catalina Saavedra für La Nana – Die Perle Penélope Cruz für Zerrissene Umarmungen Emily Blunt für Victoria, die junge Königin                                                                                     |
| 2010 | Noomi Rapace       | Verblendung              | Jennifer Lawrence für Winter’s Bone Nicole Kidman für Rabbit Hole Helen Mirren für The Tempest – Der Sturm Michelle Williams für Blue Valentine Naomi Watts für Fair Game – Nichts ist gefährlicher als die Wahrheit Tilda Swinton für I Am Love Natalie Portman für Black Swan |

### Beste Hauptdarstellerin – Komödie/Musical (1996–2010)
| Jahr | Preisträger        | für den Film                                  | Nominierungen |
| 1996 | Gwyneth Paltrow    | Emma                                          | Glenn Close für 101 Dalmatiner Shirley MacLaine für Mrs. Winterbourne Heather Matarazzo für Willkommen im Tollhaus Bette Midler für Der Club der Teufelinnen                                                                                  |
| 1997 | Helen Hunt         | Besser geht’s nicht                           | Pam Grier für Jackie Brown Lisa Kudrow für Romy und Michele Parker Posey für Wer hat Angst vor Jackie-O.? Julia Roberts für Die Hochzeit meines besten Freundes                                                                               |
| 1998 | Christina Ricci    | The Opposite of Sex – Das Gegenteil von Sex   | Jane Horrocks für Little Voice Holly Hunter für Wachgeküßt Gwyneth Paltrow für Shakespeare in Love Meg Ryan für e-m@il für Dich |
| 1999 | Janet McTeer       | Tumbleweeds                                   | Julianne Moore für Ein perfekter Ehemann Frances O’Connor für Mansfield Park Julia Roberts für Notting Hill Cecilia Roth für Alles über meine Mutter Reese Witherspoon für Election                                                           |
| 2000 | Renée Zellweger    | Nurse Betty                                   | Brenda Blethyn für Grasgeflüster Sandra Bullock für Miss Undercover Glenn Close für 102 Dalmatiner Cameron Diaz für 3 Engel für Charlie Jenna Elfman für Glauben ist alles!                                                                   |
| 2001 | Nicole Kidman      | Moulin Rouge                                  | Thora Birch für Ghost World Audrey Tautou für Die fabelhafte Welt der Amélie Sigourney Weaver für Heartbreakers – Achtung: Scharfe Kurven! Reese Witherspoon für Natürlich blond Renée Zellweger für Bridget Jones – Schokolade zum Frühstück |
| 2002 | Jennifer Westfeldt | Kissing Jessica                               | Jennifer Aniston für The Good Girl Maggie Gyllenhaal für Secretary Catherine Keener für Lovely & Amazing Nia Vardalos für My Big Fat Greek Wedding – Hochzeit auf griechisch Renée Zellweger für Chicago                                      |
| 2003 | Diane Keaton       | Was das Herz begehrt                          | Jamie Lee Curtis für Freaky Friday – Ein voll verrückter Freitag Hope Davis für American Splendor Katie Holmes für Pieces of April – Ein Tag mit April Burns Diane Lane für Unter der Sonne der Toskana Helen Mirren für Kalender Girls       |
| 2004 | Annette Bening     | Being Julia                                   | Jena Malone für Saved! – Die Highschool-Missionarinnen Natalie Portman für Garden State Emmy Rossum für Das Phantom der Oper Kerry Washington für Ray Kate Winslet für Vergiss mein nicht!                                                    |
| 2005 | Reese Witherspoon  | Walk the Line                                 | Judi Dench für Lady Henderson präsentiert Joan Allen für An deiner Schulter Claire Danes für Shopgirl Joan Plowright für Mrs. Palfrey at the Claremont Keira Knightley für Stolz und Vorurteil                                                |
| 2006 | Meryl Streep       | Der Teufel trägt Prada                        | Annette Bening für Krass Toni Collette für Little Miss Sunshine Beyoncé Knowles für Dreamgirls Julie Walters für Driving Lessons – Mit Vollgas ins Leben Jodie Whittaker für Venus                                                            |
| 2007 | Elliot Page        | Juno                                          | Katherine Heigl für Beim ersten Mal Amy Adams für Verwünscht Emily Mortimer für Lars und die Frauen Nicole Kidman für Margot und die Hochzeit Cate Blanchett für I’m Not There                                                                |
| 2008 | Sally Hawkins      | Happy-Go-Lucky                                | Kat Dennings für Nick und Norah – Soundtrack einer Nacht Catherine Deneuve für Ein Weihnachtsmärchen Lisa Kudrow für Kabluey Debra Messing für Nothing Like the Holidays Meryl Streep für Mamma Mia!                                          |
| 2009 | Meryl Streep       | Julie & Julia                                 | Zooey Deschanel für (500) Days of Summer Marion Cotillard für Nine Sandra Bullock für Selbst ist die Braut Katherine Heigl für Die nackte Wahrheit                                                                                            |
| 2010 | Anne Hathaway      | Love and other Drugs – Nebenwirkung inklusive | Catherine Keener für Please Give Sally Hawkins für We Want Sex Annette Bening für The Kids Are All Right Julianne Moore für The Kids Are All Right Mary-Louise Parker für R.E.D. – Älter, Härter, Besser Marisa Tomei für Cyrus               |

### Beste Hauptdarstellerin (2011–2017)
| Jahr | Preisträger                                       | für den Film                                             | Nominierungen |
| 2011 | Viola Davis                                       | The Help                                                 | Glenn Close für Albert Nobbs Olivia Colman für Tyrannosaur – Eine Liebesgeschichte Vera Farmiga für Higher Ground – Der Ruf nach Gott Elizabeth Olsen für Martha Marcy May Marlene Meryl Streep für Die Eiserne Lady Charlize Theron für Young Adult Emily Watson für Oranges and Sunshine Michelle Williams für My Week with Marilyn Michelle Yeoh für The Lady |
| 2012 | Jennifer Lawrence                                 | Silver Linings                                           | Jessica Chastain für Zero Dark Thirty Laura Linney für Hyde Park on Hudson Keira Knightley für Anna Karenina Émilie Dequenne für Our Children Laura Birn für Fegefeuer Emmanuelle Riva für Liebe |
| 2013 | Cate Blanchett                                    | Blue Jasmine                                             | Amy Adams für American Hustle Sandra Bullock für Gravity Judi Dench für Philomena Adèle Exarchopoulos für Blau ist eine warme Farbe Julia Louis-Dreyfus für Genug gesagt Meryl Streep für Im August in Osage County Emma Thompson für Saving Mr. Banks |
| 2014 | Julianne Moore                                    | Still Alice – Mein Leben ohne Gestern                    | Marion Cotillard für Zwei Tage, eine Nacht Anne Dorval für Mommy Felicity Jones für Die Entdeckung der Unendlichkeit Gugu Mbatha-Raw für Dido Elizabeth Belle Rosamund Pike für Gone Girl – Das perfekte Opfer Reese Witherspoon für Der große Trip – Wild |
| 2015 | Saoirse Ronan                                     | Brooklyn – Eine Liebe zwischen zwei Welten               | Cate Blanchett für Carol Blythe Danner für I’ll See You in My Dreams Brie Larson für Raum Carey Mulligan für Suffragette – Taten statt Worte Charlotte Rampling für 45 Years |
| 2016 | Ruth Negga (Major) Isabelle Huppert (Independent) | Loving Elle                                              | Amy Adams für Nocturnal Animals Annette Bening für Jahrhundertfrauen Taraji P. Henson für Hidden Figures – Unerkannte Heldinnen Natalie Portman für Jackie: Die First Lady Emma Stone für La La Land Meryl Streep für Florence Foster Jenkins |
| 2017 | Sally Hawkins (Major) Diane Kruger (Independent)  | Shape of Water – Das Flüstern des Wassers Aus dem Nichts | Jessica Chastain für Molly’s Game – Alles auf eine Karte Judi Dench für Victoria & Abdul Frances McDormand für Three Billboards Outside Ebbing, Missouri Margot Robbie für I, Tonya Saoirse Ronan für Lady Bird Emma Stone für Battle of the Sexes – Gegen jede Regel                                                                                            |

### Beste Hauptdarstellerin – Drama (ab 2018)
| Jahr | Preisträger        | für den Film                   | Nominierungen |
| 2018 | Glenn Close        | Die Frau des Nobelpreisträgers | Yalitza Aparicio für Roma Viola Davis für Widows – Tödliche Witwen Nicole Kidman für Destroyer Melissa McCarthy für Can You Ever Forgive Me? Rosamund Pike für A Private War               |
| 2019 | Scarlett Johansson | Marriage Story                 | Cynthia Erivo für Harriet Helen Mirren für The Good Liar – Das alte Böse Charlize Theron für Bombshell – Das Ende des Schweigens Alfre Woodard für Clemency Renée Zellweger für Judy       |
| 2020 | Frances McDormand  | Nomadland                      | Viola Davis für Ma Rainey’s Black Bottom Vanessa Kirby für Pieces of a Woman Sophia Loren für Du hast das Leben vor dir Carey Mulligan für Promising Young Woman Kate Winslet für Ammonite |
| 2021 | Kristen Stewart    | Spencer                        | Jessica Chastain für The Eyes of Tammy Faye Olivia Colman für Frau im Dunkeln Penélope Cruz für Parallele Mütter Lady Gaga für House of Gucci Nicole Kidman für Being the Ricardos         |
| 2022 | Danielle Deadwyler | Till – Kampf um die Wahrheit   | Cate Blanchett für Tár Jessica Chastain für The Good Nurse Viola Davis für The Woman King Vicky Krieps für Corsage Michelle Williams für Die Fabelmans                                     |
| 2023 | Lily Gladstone     | Killers of the Flower Moon     | Penélope Cruz für Ferrari Sandra Hüller für Anatomie eines Falls Greta Lee für Past Lives – In einem anderen Leben Carey Mulligan für Maestro Natalie Portman für May December             |
| 2024 | Fernanda Torres    | Für immer hier                 | Lily-Rose Depp für Nosferatu – Der Untote Angelina Jolie für Maria Nicole Kidman für Babygirl Saoirse Ronan für The Outrun Tilda Swinton für The Room Next Door                            |

### Beste Hauptdarstellerin – Komödie/Musical (ab 2018)
| Jahr | Preisträger     | für den Film                         | Nominierungen |
| 2018 | Olivia Colman   | The Favourite – Intrigen und Irrsinn | Emily Blunt für Mary Poppins’ Rückkehr Trine Dyrholm für Nico, 1988 Elsie Fisher für Eighth Grade Lady Gaga für A Star Is Born Constance Wu für Crazy Rich                            |
| 2019 | Awkwafina       | The Farewell                         | Ana de Armas für Knives Out – Mord ist Familiensache Julianne Moore für Gloria – Das Leben wartet nicht Constance Wu für Hustlers                                                     |
| 2020 | Marija Bakalowa | Borat Anschluss Moviefilm            | Rashida Jones für On the Rocks Michelle Pfeiffer für French Exit Margot Robbie für Birds of Prey: The Emancipation of Harley Quinn Meryl Streep für The Prom Anya Taylor-Joy für Emma |
| 2021 | Alana Haim      | Licorice Pizza                       | Melissa Barrera für In the Heights Jennifer Hudson für Respect Renate Reinsve für Der schlimmste Mensch der Welt                                                                      |
| 2022 | Michelle Yeoh   | Everything Everywhere All at Once    | Janelle Monáe für Glass Onion: A Knives Out Mystery Margot Robbie für Babylon – Rausch der Ekstase Emma Thompson für Meine Stunden mit Leo                                            |
| 2023 | Emma Stone      | Poor Things                          | Fantasia Barrino für Die Farbe Lila Alma Pöysti für Fallende Blätter Margot Robbie für Barbie Cailee Spaeny für Priscilla                                                             |
| 2024 | Demi Moore      | The Substance                        | Cynthia Erivo für Wicked Karla Sofía Gascón für Emilia Pérez Mikey Madison für Anora Winona Ryder für Beetlejuice Beetlejuice June Squibb für Thelma – Rache war nie süßer            |